# Eva Terčelj
Eva Terčelj (Ljubljana, 21 de gener de 1992) és una esportista eslovena que va competir en piragüisme en la modalitat d'eslalon, guanyadora de dues medalles de bronze al Campionat Mundial de Piragüisme en Eslalon, en els anys 2010 i 2013.

## Palmarès internacional
| Campionat Mundial | Campionat Mundial      | Campionat Mundial | Campionat Mundial |
| Any               | Lloc                   | Medalla           | Competició        |
| ----------------- | ---------------------- | ----------------- | ----------------- |
| 2010              | Ljubljana ( Eslovènia) | 3                 | K1 per equips     |
| 2013              | Praga ( Txèquia)       | 3                 | K1 per equips     |